# Яблоков, Игорь Николаевич
И́горь Никола́евич Я́блоков (15 января 1936 года, Шуя, Ивановская область, СССР) — советский и российский религиовед, социолог религии. Доктор философских наук (1977), профессор (1980). Профессор и заведующий (1988—2020) кафедрой философии религии и религиоведения Московского государственного университета имени М. В. Ломоносова. Автор и редактор ряда учебников, учебных пособий, монографий, статей и словарей по академическому религиоведению, изданных в России и других странах.
Член Экспертного Совета по проведению государственной религиоведческой экспертизы при Министерстве юстиции Российской Федерации.

## Биография
Родился 15 января 1936 года в г. Шуе Ивановской области. Отец был учителем истории, мать — учителем биологии.
В 1959 году окончил философский факультет Московского государственного университета им. М. В. Ломоносова по специальности «Философия» и поступил в аспирантуру данного вуза. Во время учёбы в аспирантуре работал заведующим кабинетом политической экономии и марксизма-ленинизма в Липецком филиале Московского института стали и сплавов, а также старшим лаборантом кафедры диалектического и исторического материализма гуманитарных факультетов МГУ им. М. В. Ломоносова.
В 1965 году на кафедре истории и теории религии и атеизма философского факультета МГУ защитил диссертацию на соискание учёной степени кандидата философских наук по теме « Извращение религией нравственных чувств». 
С 1965 года работает на философском факультете. Вёл религиоведческие курсы на ряде факультетов Московского государственного университета. Одновременно работал на философском факультете МГУ в должностях младшего научного сотрудника, старшего научного сотрудника, старшего преподавателя, доцента.
В 1977 году защитил докторскую диссертацию на соискание учёной степени доктора философских наук по теме «Методологические проблемы социологии религии».
В 1980 году получил учёное звание профессора Московского государственного университета.
С 1988 года по 2020 год — заведующий кафедрой философии религии и религиоведения философского факультета МГУ имени М. В. Ломоносова.
В 1996 году получил почётное звание «Заслуженный деятель науки Российской Федерации».
С 1996 года является заведующим Отделения религиоведения Философского факультета МГУ, «в создание которого внёс большой вклад».
С 2001 года — член редакционного совета научно-теоретического журнала «Религиоведение».
Член редакционного совета научного журнала «Вестник Московского университета. Серия 7. Философия».
Опубликовал более 300 научных трудов, в том числе 9 книг; является соавтором и редактором учебников и учебных пособий, словарей, фундаментальных исследовательских работ, его труды изданы в нашей стране и за рубежом. Автор окончательного словника «Атеистического словаря».
Осуществлял консультирование при подготовке 8 докторских диссертаций, кандидатские диссертации под его руководством защитили 38 человек.
Был членом Экспертно-Консультативного Совета по вопросам свободы совести при Комитете по делам общественных объединений и религиозных организаций Государственной Думы РФ, а после вошел в состав Совета по проведению государственной религиоведческой экспертизы при Министерстве юстиции Российской Федерации.
Председателем Диссертационного совета по философии религии и этике, членом Экспертного Совета ВАК РФ по философским и социологическим наукам, членом Учебно-методического объединения по философии, политологии, религиоведению Министерства общего и профессионального образования.
Приказом министра юстиции России от 3 марта 2009 года введён в новый состав Совета по проведению государственной религиоведческой экспертизы при Министерстве юстиции Российской Федерации.
Действительный член РАЕН, член Философского общества России, член Президиума Учебно-методического объединения по философии, политологии, религиоведению, член Совета по связям с религиозными объединениями при Президенте Российской Федерации. На момент 2009 года являлся лектором курсов «Введение в специальность», «Философия религии», «Социология религии» и спецкурсов на Отделении религиоведения. В исследовательской деятельности Яблокова важным направлением научной деятельности является метатеория религиоведения.

## Семья
- Жена — Яблокова Евгения Анатольевна (1937—2010), доктор философских наук, профессор кафедры управления социальными и экологическими системами Российской академии государственной службы при Президенте Российской Федерации.[10]
- Дочь — Яблокова Наталия Игоревна, (род. 1961), доктор философских наук, профессор. Ранее являлась заместителем заведующего кафедрой философии факультета экономики и менеджмента Московского государственного технологического университета «Станкин»[4].

## Отзывы

### Положительные
Протодиакон А. В. Кураев в интервью «Новой газете — Балтия» вспоминал: 
Помню первый кафедральный спецкурс — вошёл лектор, профессор Яблоков, и сказал: так, товарищи, я знаю, какой вопрос будет первым, поэтому я сразу на него отвечу. Итак, на вопрос, есть Бог или нет, научный атеизм отвечает положительно! Да, товарищи, Бога нет! И действительно, студенты, если слышали, что кто-то пошёл на кафедру атеизма, спрашивали: «Что тебя привело к вере?» Это была шутка, но это было больше, чем шутка. 

## Награды
- Заслуженный деятель науки Российской Федерации (1996 год)
- Почётная грамота Президента Российской Федерации (5 января 2025 года) — за заслуги в подготовке высококвалифицированных специалистов, научно-педагогической деятельности и многолетнюю добросовестную работу[12]

## Основные труды

### Монографии
- Яблоков И. Н. Наука и религия о нравственных чувствах. М., 1966.
- Яблоков И. Н. Актуальные проблемы конкретного исследования религиозности. М., 1969.
- Яблоков И. Н. О научной интерпретации динамики психологических состояний верующих в молитве и покаянии // Вопросы научного атеизма. Вып. 11. М., 1971.
- Яблоков И. Н. Методологические проблемы социологии религии. М., 1972.
- Яблоков И. Н. Социология религии. М., 1979.
- Яблоков И. Н. Религия: сущность и явление. М., 1982.
- Атеистический словарь. М., 1985. (составитель словника и соавтор)
- История и теория атеизма. М., 1987. (соавтор и соредактор)
- Лекции к курсу «Основы религиоведения». Новосибирск, 1993. (автор «Предисловия», лекции «Религия как общественное явление»; соредактор)
- Яблоков И. Н. Основы теоретического религиоведения. М., 1994.
- Основы религиоведения: учебник. М., 1994; 4-е изд. 2005. (автор разделов «Предмет религиоведения», «Основы теории религии»; редактор)
- Яблоков И. Н. Религиоведение.: учебное пособие. М., 1998; 2-е изд. 2004.
- Учебный словарь-минимум по религиоведению. М., 1998. (соавтор и редактор)
- Человек. Философско-энциклопедический словарь. М., 2000 (соавтор)
- Яблоков И. Н. «Философия религии», «Социология религии» // Введение в общее религиоведение. М., 2001;
- Яблоков И. Н. Проблема определения религии // История религии. В 2 тт. Т. 1. Учебник / В. В. Винокуров, А. П. Забияко, З. Г. Лапина и др.; Под общей ред. И. Н. Яблокова. — М.: Высшая школа, 2002. С. 17-28.
- История религий в 2-х тт. М., 2003, 2004. (соавтор)
- Социологическая энциклопедия. В 2-х тт. М., 2003 (соавтор)
- Глобалистика. Энциклопедия. М., 2003 (соавтор)
- Словарь философских терминов. М., 2004 (соавтор)
- Яблоков И. Н. Некоторые дискуссионные вопросы методологии религиоведения // Философско-методологические проблемы изучения религии. М., 2004.

### Статьи
- Яблоков И. Н. Влияние некоторых психологических факторов на религиозность // Вестник МГУ. Сер. «Философия, экономика». — 1965. — № 2;
- Яблоков И. Н. О научной интерпретации динамики психологических состояний верующих в молитве и покаянии // Вопросы научного атеизма. Вып. 11. Психология и религия / Редкол. сб. А. Ф. Окулов (отв. ред.) и др.; Акад. обществ. наук при ЦК КПСС. Ин-т научного атеизма. — М.: Мысль, 1971. — С. 185—201. — 344 с. — 16 300 экз.
- Яблоков И. Н. Религиозные отношения // Общественные отношения. — М., 1981;
- Яблоков И. Н. Религиозные отношения // Общественные отношения. — М., 1981.
- Яблоков И. Н. Развитие социологии религии в ФРГ // Вопросы научного атеизма. Вып. 32. — М., 1985.
- Яблоков И. Н. Психология религии // Теоретическая и прикладная социальная психология. — М., 1988.
- Яблоков И. Н. О понятии религии // Государство, общество, религия. — М., 1991.
- Яблоков И. Н.  Понятие и функции религии // Вестник МГУ. Сер.13. Востоковедение. — 1992. — № 4.
- Яблоков И. Н.  Свобода в аспекте отношения к религии // Государственно-церковные отношения в России. — М., 1993;
- Яблоков И. Н. Государственный образовательный стандарт высшего профессионального образования по направлению «Религиоведение» // Государственный образовательный стандарт высшего профессионального образования. — М., 1995. Соавтор.
- Яблоков И. Н. Религия в системе культурного универсума // Наука, религия, гуманизм. — М., 1996.
- Яблоков И. Н. Философия религии в системе знания // Вестник Философского общества. — 1998. — № 2.